# Майская сказка
Майская сказка (чех.Pohádka máje) — чехословацкий художественный фильм, снятый режиссёром Отакаром Ваврой в 1940 году по мотивам романа  Вилема Мрштика на студии "Elektafilm".
Премьера фильма состоялась 25 октября 1940 года.

## Сюжет
Студент Риша всё своё время посвящает не учёбе в университете, а попойкам и кутежам с друзьями. Разгневанный отец отказывается оплачивать его долги. Но парень решает на какое-то время уехать к дядюшке-священнику в Моравию, чтобы подготовиться к экзаменам. На деревенском балу он знакомится с Геленкой, дочерью фермера. Робкая девушка очаровывает его, и он влюбляется в неё. Она совершенно отличается от женщин, которых он знал до сих пор. Их знакомство перерастает в большую любовь. Проходят дни, и идиллические отношения начинают утомлять Ришу. По какому-то озорству он однажды начинает рассказывать ей о своей прежней развратной жизни и о разбитых сердцах прекрасных женщин. Несмотря на то, что в основном это выдумки, Геленка расстроена и отказывается продолжать видеться с Ришей. Дядя священник злится и выгоняет племянника из дома. Риша отчаянно ищет Гелену, чтобы помириться с ней. Девушка прощает его прямо перед отправлением поезда в Прагу.

## В ролях
- Наташа Голлова — Геленка
- Сватоплук Бенеш — Риша, студент
- Теодор Пиштек — отец Риша
- Мария Блажкова — мать Риша
- Франтишек Коваржик — старик-травник
- Станислав Нейман — церковный прислужник
- Божена Шустрова — девушка
- Гермиона Войтова — мать девушки
- Ярослав Войта